# Send It!
Send It! (conocida en Portugal como Send It: Uma História Radical) es una película de acción, aventura y comedia de 2021, dirigida por Andrew Stevens, escrita por Charles McKinney y protagonizada por Kevin Quinn, Claudia Lee y Patrick Fabian, entre otros. El filme fue realizado por Andrew Stevens Entertainment, se estrenó el 11 de mayo de 2021.

## Sinopsis
La vida de un deportista cambia absolutamente al irse de su tierra natal (Texas), para disputar el más célebre Campeonato de Kiteboarding del planeta. En el transcurso del camino, una chica muy lista de la calle lo reta mucho más allá del deporte.